# Joachim Christoph Bracke

Joachim Christoph Bracke (Kupferstich von Andreas Stöttrup)

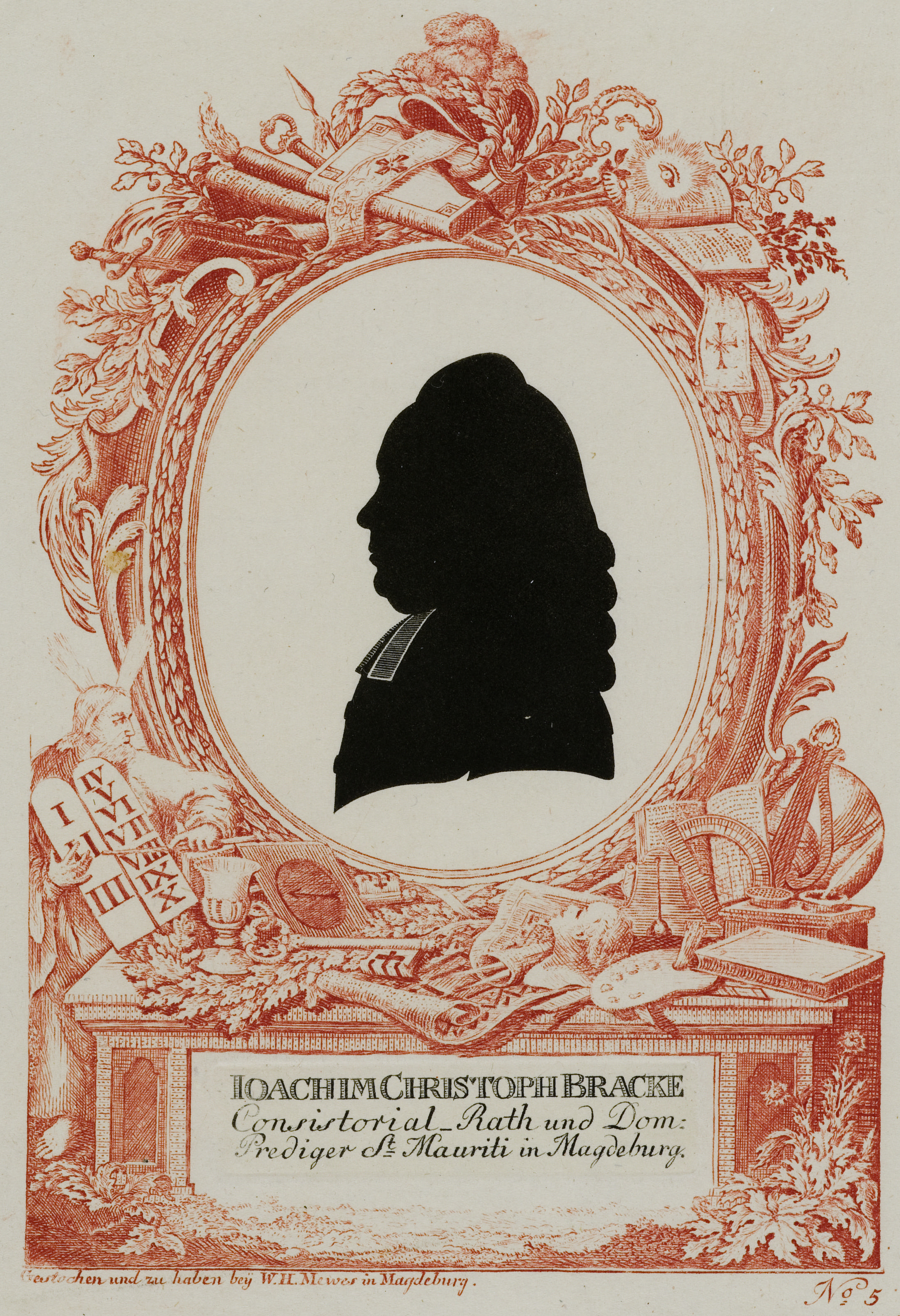
Kupferstich Brackes von W. H. Mewes

Joachim Christoph Bracke (* 15. August 1738 in Magdeburg; † 2. Januar 1801 in Hamburg) war ein deutscher evangelisch-lutherischer Geistlicher und Hauptpastor an der Hauptkirche Sankt Nikolai in Hamburg.

## Leben
Bracke wurde als Sohn des Müllers Johann Christoph Bracke († 1758) und der Bäckerstochter Marie Elisabeth Lorentz († 1774), Witwe des Bäckers Johann Georg Richter (1702–1728), in Magdeburg geboren. Er besuchte das Gymnasium der Altstadt in Magdeburg und später die Schule des Klosters Berge. Ab 1757 studierte er Theologie an der Universität Halle und ab 1759 an der Universität Göttingen. Bracke heiratete zwischen dem 5. November und dem 30. November 1766 Johanna Elisabeth Nulandt aus Magdeburg.
Im Jahr 1760 kehrte er zurück nach Magdeburg und wirkte anfangs als Privatlehrer. Ab 1761 unterrichtete er die Pagen der preußischen Königin Elisabeth Christine, die sich mit ihrem Hofstaat während des Siebenjährigen Krieges bereits zum dritten Mal in die Festungsstadt Magdeburg zurückgezogen hatte. Anfang 1763 zog der preußische Hofstaat wieder ab und Bracke wurde zum Prediger an St. Petri gewählt. 1765 wurde er zum Zweiten Prediger ernannt, bevor er 1767 zum Hauptpastor aufstieg. Nach 15 Jahren an der St. Petri wurde er im Jahr 1778 zum Zweiten Prediger am Magdeburger Dom gewählt. Im Jahr 1779 wurde er zum Konsistorialrat und Vorsteher der Handlungsschule ernannt.
Am 16. Januar 1785 wurde er zum Hauptpastor der Hauptkirche St. Nikolai in Hamburg erwählt und trat dieses Amt am 11. Mai 1785 an. Carl Philipp Emanuel Bach komponierte die Musik zu Brackes Antritt. Im Jahr 1787 setzte Bracke sich für die Wahl des Pastors an der Magdeburger Heilig-Geist-Kirche Georg Heinrich Berkhan zum Hauptpastor an der Hamburger St.-Katharinen-Kirche ein. 1790 wurde Bracke Mitglied der Patriotischen Gesellschaft von 1765. Am 2. Januar 1801 starb Bracke plötzlich, als er in einer Versammlung der Vorsteher der Allgemeinen Armenanstalt einen Entwurf zur Verbesserung der öffentlichen Armenschulen vorlas.

## Werke (Auswahl)
- Antrittsrede und Predigt, auf hohen Befehl zum Druck befördert. Magdeburg 1779 (Online bei Google Books).
- Abschiedspredigt am Sonntage Lätare gehalten. Creutz, Magdeburg 1785.
- Antrittspredigt in der Hauptkirche St. Nikolai den 11. Mai 1785 gehalten. Hamburg 1785.
- Predigtentwürfe über die evangelischen Texte. Hamburg (1786–1800; 16 Jahrgänge).
- Communionbuch. Hamburg 1786.
- Ermahnungsrede bey Eröffnung der Sonntagsschulen für die Armenkinder, im vormaligen Waisenhause am dritten Weihnachtstage 1791 gehalten. Schniebes, Hamburg 1792 (Online bei Google Books).